# Кихару Накамура
Кихару Накамура (на японски: 中村 喜春, Kiharu Nakamura) е японска гейша, преподавателка по музика и автор на мемоарния бестселър „Спомените на една гейша“. Счита се за една от последните автентични гейши.

## Биография и творчество
Кихару Накамура, с рождено име Казуко Ихара Ямамото, е родена на 14 април 1913 г. в Токио, Япония, в заможно семейство на лекар. На 15 години бяга от дома си и отива в дом за гейши. Приема сценичното име „Кихару“, в превод „щастлива пролет“. Няколко години се учи да пее, танцува, да рецитира стихове, да свири на шамисен, да сервира чай, да се държи учтиво и да разговаря, и т.н, и от 16-годишна става гейша от първо ниво. Става първата гейша, която научава английски език и е много търсена в дипломатическите среди. Среща се с Чарли Чаплин, Жан Кокто, Бейб Рут, Уилям Рандолф Хърст, и др. известни личности. Става първата жена в Япония получила свидетелство за пилот.
По време на Втората световна война, омъжена за дипломат през 1940 г., e изпратена от правителството на Япония като шпионин в Калкута, Индия, като отговаря за предаването на тайни съобщения. После се преместват в Бирма, където се развежда. След завръщането си в Япония в края на войната със своя единствен син, вижда, че страната ѝ е съвсем различна, разтърсена и унищожена. През 1956 г. заедно с втория си съпруг Масая Накамура се премества в САЩ. След развода си с него се премества в Ню Йорк, където работи като преподавател по шамисен, дава консултации за постановки на пиеси и опери, вкл. „Мадам Бътерфлай“.
През 1983 г. е издаден нейният мемоарен роман „Спомените на една гейша“. В него опровергава съвременния образ на гейша, формиран след Втората световна война, малко повече от проститутка.
Автор е на 10 книги свързани с Япония.
Кихару Накамура умира на 5 януари 2004 г. в Куинс, Ню Йорк.

## Произведения
- The Memoir of a Tokyo-born Geisha / Edokko geisha ichidaiki – издаден и като „Secrets of the Geisha“ (1983)
Спомените на една гейша, изд.: ИК „Прозорец“, София (2000), прев. Ваня Пенева
- ああ情けなや日本(草思社 (1985)
- Ikina Onnatachi (1989)
- Ikina Kotoba Yabona Kotoba (1992)
- Otoko to Onna no Shinasadame (1993)
- Koroshi Monku Wakare Monku (1995)
- Lexicon of Obsolete Witty Japanese Phrases (1997)
- しつけのない国 しつけのできない人びと(海竜社 (1998)